# Can Macià (urbanització)
Can Macià és una urbanització de Sant Pere de Ribes que actualment es troba quasi enganxada al nucli urbà de Ribes per la seva part sud. En un primer moment, quan es va començar a construir, durant els anys 70 del segle xx, distava del nucli urbà uns 700 m. S'hi accedeix des de la carretera que duu a Sitges, tot travessant un pont sobre la riera de Ribes.
El nom original era Los Viñedos, però se n'ha modificat el nom i s'ha adoptat el que tenia una masia senyorial que es trobava a la zona, i que fou enderrocada per la construcció de la urbanització. El 2006 tenia 230 habitants censats. Al seu interior hi ha el Club Tennis Ribes.